# Xyleutes polioploca
Xyleutes polioploca är en fjärilsart som beskrevs av Turner 1911. Xyleutes polioploca ingår i släktet Xyleutes och familjen träfjärilar. Inga underarter finns listade i Catalogue of Life.